# Klaudia Jachira
Klaudia Krystyna Jachira (ur. 31 maja 1988 we Wrocławiu) – polska aktorka lalkarka, satyryczka, youtuberka i działaczka polityczna, posłanka na Sejm IX i X kadencji (od 2019).

## Życiorys
W 2008 ukończyła Policealne Studium Aktorskie „L’Art Studio” w Krakowie, zaś w 2013 została absolwentką Wydziału Lalkarskiego we Wrocławiu Państwowej Wyższej Szkoły Teatralnej im. Ludwika Solskiego w Krakowie. Występowała w pojedynczych odcinkach różnych seriali telewizyjnych (Na Wspólnej, Pierwsza miłość, Przyjaciółki).
W 2015 kandydowała bez powodzenia w wyborach parlamentarnych do Sejmu z szóstego miejsca na liście Nowoczesnej Ryszarda Petru we Wrocławiu, zdobywając 629 głosów. W tym samym roku zagrała rolę epizodyczną w rosyjskim filmie wojennym Jedynka.
Od 2015 prowadziła kanał na platformie YouTube, zamieszczając w nim nagrania o charakterze satyrycznym i publicystycznym. W publikowanych materiałach m.in. krytykowała działania Prawa i Sprawiedliwości oraz prezesa tej partii, a także część polskiego duchowieństwa katolickiego. Uzyskała pewien rozgłos medialny, jej niektóre nagrania oraz wystąpienia publiczne (w tym w trakcie kampanii wyborczej w 2019) niejednokrotnie były określane jako kontrowersyjne.
W wyborach parlamentarnych w 2019 uzyskała mandat poselski na Sejm IX kadencji z listy Koalicji Obywatelskiej. Kandydowała z 13. miejsca w okręgu wyborczym nr 19 w Warszawie, otrzymując 6434 głosy.
W marcu 2023 przystąpiła do partii Zieloni. W wyborach w tym samym roku z powodzeniem ubiegała się o poselską reelekcję (zdobywając 9172 głosy).
Jest ateistką, dokonała apostazji z Kościoła katolickiego.

## Wyniki wyborcze
| Wybory | Komitet wyborczy | Komitet wyborczy     | Organ              | Okręg | Wynik        |
| ------ | ---------------- | -------------------- | ------------------ | ----- | ------------ |
| 2015   |                  | Nowoczesna           | Sejm VIII kadencji | nr 3  | 629 (0,12%)  |
| 2019   |                  | Koalicja Obywatelska | Sejm IX kadencji   | nr 19 | 6434 (0,47%) |
| 2023   | Sejm X kadencji  | Koalicja Obywatelska | 9172 (0,53%)       | nr 19 |              |